# Marie-Anne d'Autriche (1770-1809)
Pour les articles homonymes, voir Marie-Anne d'Autriche.
L'archiduchesse Marie-Anne d'Autriche (Maria Anna Ferdinanda Josepha Charlotte Johanna; 21 avril 1770 – 1er octobre 1809) est une archiduchesse d'Autriche et une princesse-abbesse du chapitre impérial des Dames nobles de Prague.

## Biographie
Marie-Anne est la fille de l'empereur Léopold II (1747-1792) et son épouse Marie-Louise d'Espagne (1745-1792). Elle est née à Florence, la capitale de la Toscane, où son père a régné comme grand-duc de 1765 à 1790. Marie-Anne était la quatrième parmi seize enfants. Son père était un fils de l'impératrice Marie-Thérèse et sa mère, fille de Charles III d'Espagne et de Marie-Amélie de Saxe. Elle a eu une enfance heureuse entourée de ses nombreux frères et sœurs. Ils ont été élevés par leurs parents plutôt que par un cortège de serviteurs, et ont été largement tenus à l'écart de tout cérémonial de la vie de la cour et ont appris à vivre simplement.
Elle est devenue princesse-abbesse du chapitre impérial des Dames nobles de Prague, en 1791. En voyage à Neudorf (Arad), elle y décède le 1er octobre 1809, à l'âge de 39 ans. En 1841, l'empereur Ferdinand Ier d'Autriche, pour honorer l'archiduchesse, a commandé la plaque funéraire construite en marbre de Carrare.

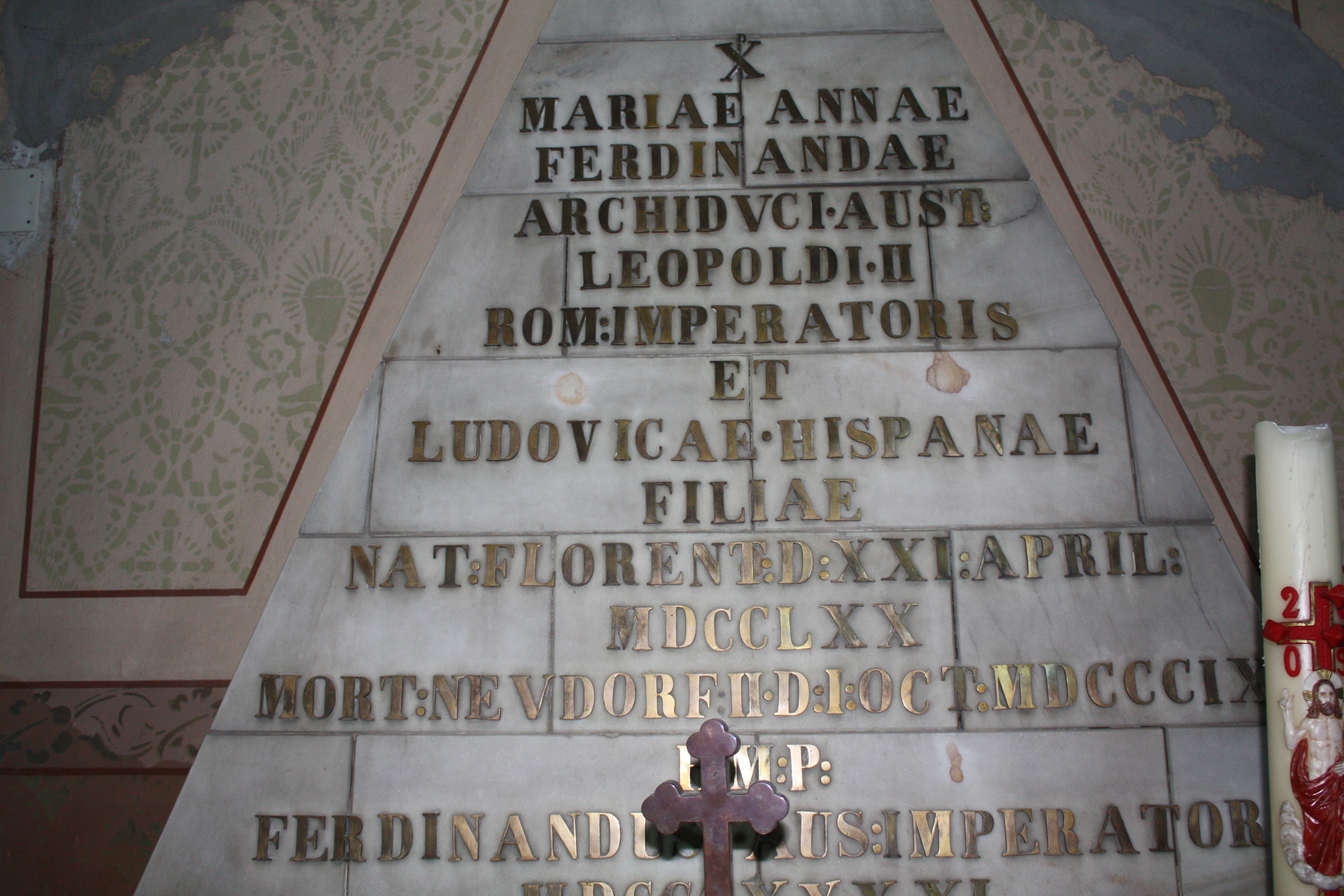
Lieu de sépulture de l'Archiduchesse Marie Anne Ferdinande de Habsbourg

Elle eût pour dame de compagnie Léopoldine Naudet.